# 吳錫齡
吳錫齡（？—1775年），字纯甫，安徽休寧大斐人，清朝官員、狀元。

## 生平
自幼父早逝，由異母兄長吴长龄撫養，乾隆三十七年（1772年），中举人，入军机处。乾隆四十年（1775年）狀元，授锡龄翰林院修撰，赐六品衣冠和金质簪花。不久因肺結核病逝。